# مصفاة قماشية

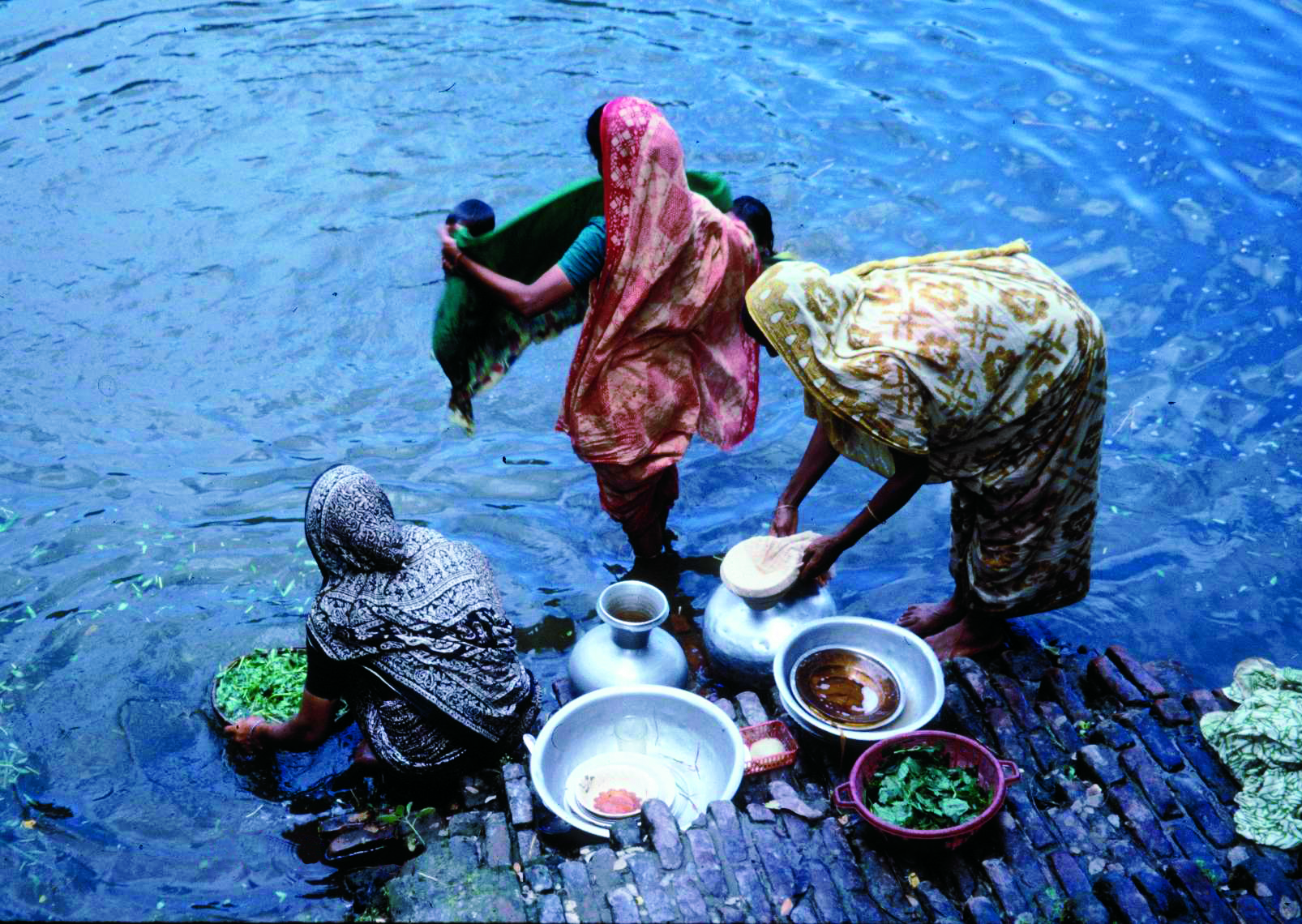
نساء في بركة بإحدى القرى في ماتلاب، بنغلاديش يغسلن الأواني والخضراوات. المرأة الواقفة على يمين الصورة تضع مصفاة من الساري (أو كالاش) (kalash) على قدر لتجميع المياه لتنقيتها بغرض الشرب.

تطورت في بنغلاديش فكرة المصفاة القماشية وهي عبارة عن طريقة من طرق التكنولوجيا الملائمة بسيطة وقليلة التكلفة تستخدم لتقليل تلوث مياه الشرب. يقلل الماء المجمع بهذه الكيفية إلى حد كبير من عدد الممرضة - على الرغم من أنها ليست بالضرورة أن تكون آمنة تمامًا، إلا أنها تطور أفضل بالنسبة للفقراء ذوي الاختيارات المحدودة.

## الطريقة
وفيما يلي طريقة استخدامه المتبعة في بنغلاديش: يطوى سارٍ قديم مشكلاً أربع طبقات أو ثماني. توضع القماشة المطوية فوق حاوية بفوهة واسعة تستخدم لجمع المياه السطحية.
ويكفي عادة شطف القماشة وتجفيفها في الشمس لمدة ساعتين. وفي مواسم الرياح الموسمية قد ينصح باستخدام مطهرات لتطهير القماش.
ويفضل استخدام القطن في قماش الساري. يمكن استخدام أنواع أخرى من الأقمشة النظيفة المتهالكة مع بعض المؤثرات رغم تباين الفعالية بدرجة كبيرة. وتزيد فعالية الأقمشة المتهالكة عن الجديدة إذ يؤدي الغسل المتكرر إلى تباعد الأنسجة عن بعضها.

## الفعالية
ويكون القماش فعالاً نظرًا لأن معظم العوامل الممرضة تتعلق بجزيئات وعوالق وخاصة نوعًا من العوالق الحيوانية يطلق عليه مجدافية الأرجل في المياه. وبتمرير المياه من خلال المصفاة الفعالة، فإننا نتخلص من معظم بكتريا الكوليرا والعوامل الممرضة الأخرى. وظهر أن ذلك يقلل إلى حد كبير من عدوى الكوليرا في القرى الفقيرة حيث يصعب الحصول على المطهرات والوقود للغلي.
في أفريقيا جنوب الصحراء حيث تستوطن عدوى داء التنينات الدودة الغينية ويمنع انتقال العدوى من خلال استخدام أية شبكة من النايلون يبلغ حجم مسامها حوالي 150 ميكرومتر لتصفية مجدافيات الأرجل التي تستضيف الطفيل.
يمثل الساري القديم القطني المطوي شبكة فعالة أصغر يبلغ حجم مسامها (تقريبًا 20-ميكرومتر). ويكفي ذلك للتخلص من كل العوالق الحيوانية، ومعظم العوالق النباتية وبذلك نتخلص من جزء كبير من عدوى الكوليرا الموجودة بالمياه (99% وفق الدراسات المعملية) ولكن وجد أن شبكة النايلون ذات حجم المسام الأوسع «لها نفس الكفاءة.»
توفر المصفاة القماشية بدورها تنقية أقل من مثالية - فعادة ما تكون التصفية هي الخطوة الأولى وتتبع بتطهير بعد ذلك. ولكن حيث لا يوجد خيار آخر، بالطبع قد يعتبر العاملون بالمياه ذلك «أفضل من لا شيء» 

## الخلفية
عكفت ريتا كولويل (Rita Colwell) وأنور حق (Anwar Huq) من معهد التكنولوجيا الحيوية، جامعة ميريلاند سويًا بالتعاون مع باحثين آخرين من الولايات المتحدة الأمريكية وبنغلاديش على دراسة المصفاة القماشية وقُدمت تقارير بها. ومن المقدم بالتقارير:
إنها ممارسة شائعة في قرى بنغلاديش أن تُستخدم قطعة غير مطوية من القماش، غالبًا المستوي، من سارٍ قديم لتصفية المشروبات المعدة بالمنزل.
درس الباحثون تطبيق هذا الأسلوب المطبق على مياه الشرب باستخدام قطعة قماش مطوية. ودرسوا حجم مسام هذه القطعة القماشية وتأثير طي القماش على حجم المسام الفعال وقدرة القماش على التخلص من الجزيئات والعوالق فضلاً عن التأثير على معدلات الكوليرا عند استخدامها في قرية ببنغلاديش.

## وصلات خارجية
- Safe Saris - Bangladesh
- NSF Director Colwell Fights Spread of Cholera with Saris
- Sari filter stops cholera, with photo. ICDDR,B website.
- Photo showing woman using sari to filter drinking water - Source: Dr. Rita Colwell